# Ramal Besós

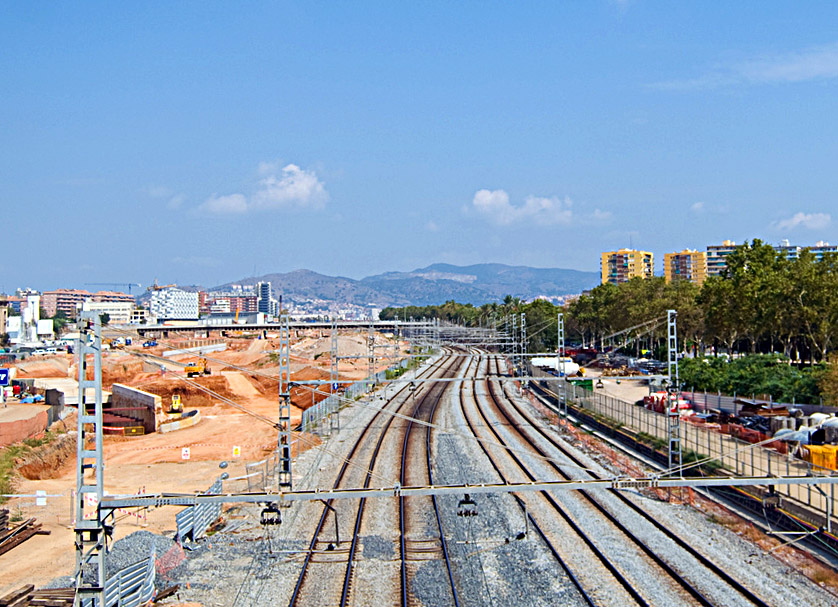
Ramal Besós, a la derecha, a la altura de Estación de Barcelona-Clot (Sagrera), antes de las obras del AVE

El ramal Besós (en catalán ramal Besòs) es un ramal de ferrocarril que une las estaciones de San Adrián y La Sagrera. El nombre hace referencia a su trazado, en gran medida paralelo al río Besós.
Este ramal ya aparecía proyectado en el Plan de Enlaces Ferroviarios de 1933. Fue finalmente construido en 1960, exclusivamente para tráfico de mercancías y traslado del material rodante. Debido al escaso uso, sufrió una progresiva degradación en los años 1970 y 1980:

Esta falta de uso ha provocado que las vías del ramal se hayan convertido en un lugar común para el paseo o sencillamente en  camino natural entre los barrios de La Mina y La Catalana para la vecinos de la zona, que ahora deberán acostumbrarse a la presencia constante de los trenes. Hasta hace un tiempo, estas vías eran un lugar citado en muchas ocasiones en los partes de la policía municipal cuando se hallaba el cadáver de algún heroinómano
La Vanguardia, 27 de mayo de 1989

El ramal Besós se desdobló en 1989, después de la destrucción del ramal Marina que conectaba San Adrián con la estación de les Rodalies (anexa a la Barcelona Estación de Francia) para liberar suelo en el Pueblo Nuevo para la construcción de la Villa Olímpica de los Juegos Olímpicos de Barcelona de 1992. De este modo, pasó a dar servicio a la línea de pasajeros Barcelona-Massanet-Massanas (línea del Maresme).